# Coalition noire-verte
Pour un article plus général, voir Coalition en Allemagne.
Une coalition noire-verte (en allemand : schwarz-grüne Koalition) ou verte-noire (grün-schwarze Koalition), parfois surnommée coalition kiwi (Kiwi-Koalition) est un type de coalition gouvernementale unissant en Allemagne ou en Autriche les chrétiens-démocrates (dont la couleur traditionnelle est le noir) et les écologistes (dont la couleur est le vert). Depuis le changement d'identité visuelle du Parti populaire autrichien (ÖVP) en 2017, est évoquée la coalition turquoise-verte (türkis-grüne Koalition).

## Histoire
Dès l'apparition des écologistes sur la scène politique allemande, certains éco-conservateurs ont évoqué la centralité du nouveau parti, et sa possible alliance avec les conservateurs. Le ministre-président du Bade-Würtemberg, Lothar Späth évoquait même en 1988 une certaine sympathie vis-à-vis du mouvement.
Ce type de coalition est d'abord apparue dans un contexte local, dans la ville de Mülheim en 1994. L'expérience n'est pas reconduite en 1999 et demeure originale. Dans les années 2000, les conseils municipaux élus à la proportionnelle se fragmentent de plus en plus devant les succès de partis locaux qui concurrencent souvent la droite et leurs alliés libéraux, mais aussi la scission entre SPD et Die Linke depuis 2005, qui désunit le traditionnel bloc de gauche, auquel appartiennent les écologistes.
La nécessité de dégager des majorités stables pour gouverner les villes impose la coalition noire-verte comme une solution viable. Cette configuration qui traduit aussi la progression des écologistes au niveau politique local s'est peu à peu étendue au niveau des Länder, d'abord à Hambourg en 2008, puis en Hesse en 2014. 
Dans le même temps, des coalitions noire-vertes apparaissent en Autriche dans les régions de l'Ouest (Vorarlberg, Salzbourg et Tyrol) où les Verts concurrencent, voire devancent le Parti social-démocrate d'Autriche. En s'alliant aux écologistes dans un  paysage politique en parti bloqué, le Parti populaire autrichien se démarquent à la fois du Parti de la liberté d'Autriche et de la grande coalition qui gouverne le pays.

## Raisons
Les raisons pour ce type d'alliance sont uniquement allemandes :
- Les élections à la proportionnelle mettent à mal la logique des blocs opposés gauche-droite. On a ainsi vu le SPD s'allier aux quatre autres grands partis (CDU, FDP, Verts, Die Linke) selon les configurations et les régions.
- Les partis élus se doivent de former un gouvernement stable. L'option de provoquer une élection anticipée pour rebattre les cartes n'est utilisée qu'en dernier recours, ce fut le cas à Hambourg en 2011.
- Les partis verts allemands et autrichiens sont pluralistes, mais unifiés. Leurs membres et leurs élus sont plus ou moins libéraux, plus ou moins radicaux. Les différends stratégiques donnent lieu en France à des scissions, ou en Suisse à des concurrences entre partis écologistes aux orientations économiques contraires.

## En Allemagne

### À Hambourg
| Députés  | Dates                                                 | Premier bourgmestre | Premier bourgmestre | Premier bourgmestre | Sénat         |
| -------- | ----------------------------------------------------- | ------------------- | ------------------- | ------------------- | ------------- |
| 68 / 121 | 7 mai 2008 – 25 août 2010 (2 ans, 3 mois et 18 jours) |                     | Ole von Beust       | CDU                 | von Beust III |
| 68 / 121 | 25 août 2010 – 7 mars 2011 (6 mois et 10 jours)       |                     | Christoph Ahlhaus   | CDU                 | Ahlhaus       |

### En Hesse
| Députés  | Dates                                                     | Ministre-président | Ministre-président | Ministre-président | Cabinet     |
| -------- | --------------------------------------------------------- | ------------------ | ------------------ | ------------------ | ----------- |
| 61 / 110 | 18 janvier 2014 – 18 janvier 2019 (5 ans)                 |                    | Volker Bouffier    | CDU                | Bouffier II |
| 69 / 137 | 18 janvier 2019 – 31 mai 2022 (3 ans, 4 mois et 13 jours) | Bouffier III       | Volker Bouffier    | CDU                |             |
| 69 / 137 | 31 mai 2022 – 18 janvier 2024 (1 an, 7 mois et 18 jours)  |                    | Boris Rhein        | CDU                | Rhein I     |

### En Bade-Wurtemberg
| Députés   | Dates                                                  | Ministre-président | Ministre-président   | Ministre-président | Cabinet        |
| --------- | ------------------------------------------------------ | ------------------ | -------------------- | ------------------ | -------------- |
| 89 / 143  | 12 mai 2016 – 11 mai 2021 (4 ans, 11 mois et 29 jours) |                    | Winfried Kretschmann | Grünen             | Kretschmann II |
| 100 / 154 | Depuis le 11 mai 2021 (3 ans, 10 mois et 3 jours)      | Kretschmann III    | Winfried Kretschmann | Grünen             |                |

### En Rhénanie-du-Nord-Westphalie
| Députés   | Dates                                              | Ministre-président | Ministre-président | Ministre-président | Cabinet |
| --------- | -------------------------------------------------- | ------------------ | ------------------ | ------------------ | ------- |
| 115 / 195 | depuis le 29 juin 2022 (2 ans, 8 mois et 13 jours) |                    | Hendrik Wüst       | CDU                | Wüst II |

### En Schleswig-Holstein
| Députés | Dates                                              | Ministre-président | Ministre-président | Ministre-président | Cabinet    |
| ------- | -------------------------------------------------- | ------------------ | ------------------ | ------------------ | ---------- |
| 48 / 69 | depuis le 29 juin 2022 (2 ans, 8 mois et 13 jours) |                    | Daniel Günther     | CDU                | Günther II |

## En Autriche

### Au niveau fédéral
| Députés  | Dates                                                      | Chancelier | Chancelier                   | Gouvernement |
| -------- | ---------------------------------------------------------- | ---------- | ---------------------------- | ------------ |
| 97 / 183 | 7 janvier 2020 - 11 octobre 2021 (1 an, 9 mois et 4 jours) |            | Sebastian Kurz (ÖVP)         | Kurz II      |
| 97 / 183 | 11 octobre - 6 décembre 2021 (1 mois et 25 jours)          |            | Alexander Schallenberg (ÖVP) | Schallenberg |
| 97 / 183 | Depuis le 6 décembre 2021 (3 ans, 3 mois et 8 jours)       |            | Karl Nehammer (ÖVP)          | Nehammer     |

### En Tyrol
| Députés | Dates                                                  | Landeshauptmann | Landeshauptmann       | Gouvernement |
| ------- | ------------------------------------------------------ | --------------- | --------------------- | ------------ |
| 21 / 36 | 24 mai 2013 - 28 mars 2018 (4 ans, 10 mois et 4 jours) |                 | Günther Platter (ÖVP) | Platter II   |
| 21 / 36 | Depuis le 28 mars 2018 (6 ans, 11 mois et 14 jours)    |                 | Günther Platter (ÖVP) | Platter III  |

### En Salzbourg
| Députés | Dates                                                    | Landeshauptmann | Landeshauptmann         | Gouvernement |
| ------- | -------------------------------------------------------- | --------------- | ----------------------- | ------------ |
| 19 / 36 | 19 juin 2013 - 13 juin 2018 (4 ans, 11 mois et 25 jours) |                 | Wilfried Haslauer (ÖVP) | Haslauer I   |

### En Vorarlberg
| Députés | Dates                                                 | Landeshauptmann | Landeshauptmann      | Gouvernement |
| ------- | ----------------------------------------------------- | --------------- | -------------------- | ------------ |
| 22 / 36 | 15 octobre 2014 - 6 novembre 2019 (5 ans et 22 jours) |                 | Markus Wallner (ÖVP) | Wallner II   |
| 24 / 36 | Depuis le 6 novembre 2019 (5 ans, 4 mois et 8 jours)  |                 | Markus Wallner (ÖVP) | Wallner III  |